# بروس باومغارتنر
بروس باومغارتنر (بالإنجليزية: Bruce Baumgartner) هو مصارع هاوي أمريكي، ولد في 2 نوفمبر 1960 في مقاطعة باسيك في الولايات المتحدة.

## وصلات خارجية
- الموقع الرسمي
- بروس باومغارتنر على موقع قاعدة بيانات المصارعة الدولية (الإنجليزية)
- بروس باومغارتنر على موقع اللجنة الأولمبية الدولية (الإنجليزية)
- بروس باومغارتنر على موقع أوليمبيديا (الإنجليزية)
- بروس باومغارتنر على موقع IMDb (الإنجليزية)
- بروس باومغارتنر على موقع الموسوعة البريطانية (الإنجليزية)